# Bisceglie Calcio a 5 2009-2010
Nel 2009-10 il Bisceglie disputa il campionato di Serie A di calcio a 5.

## Organigramma
- Presidente: Alfonso Russo
- Vicepresidente:
- Segretario:
- Direttore sportivo:
- Consigliere:
- Consigliere:
- Consigliere:
- Consigliere:
- Consigliere:
- Preparatore atletico:
- Medico Sociale:
- Fisioterapista:
- Dir. Accompagnatore:
- Dir. Accompagnatore:
- Allenatore: Leopoldo Capurso

## Rosa
| N° | Naz.                 | Ruolo      | Sportivo              | Anno     |  |  |
| -- | -------------------- | ---------- | --------------------- | -------- |  |  |
|    | Italia (bandiera)    | Portiere   | Daniele D'Addato      | 13.11.86 |  |  |
| 1  | Brasile (bandiera)   | Portiere   | Laion Freitas         | 28.05.89 |  |  |
|    | Brasile (bandiera)   | Difensore  | Rodolpho Schlickmann  | 05.08.78 |  |  |
| 24 | Brasile (bandiera)   | Laterale   | Douglas Nicolodi      | 09.06.88 |  |  |
| 6  | Brasile (bandiera)   | Laterale   | Giovani Pedotti       | 09.06.82 |  |  |
|    | Italia (bandiera)    | Laterale   | Nico Pedone           | 15.12.88 |  |  |
| 33 | Argentina (bandiera) | Laterale   | Leandro Planas        | 02.01.75 |  |  |
| 10 | Brasile (bandiera)   | Laterale   | Kike Mocellin         | 24.12.88 |  |  |
|    | Brasile (bandiera)   | Laterale   | Marcelo Todeschini    | 05.06.86 |  |  |
| 13 | Brasile (bandiera)   | Pivot      | Edenilson Leite "Dao" | 13.07.79 |  |  |
|    | Brasile (bandiera)   | Pivot      | Alcides Pereira       | 23.06.80 |  |  |
|    | Italia (bandiera)    | Allenatore | Leopoldo Capurso      |          |  |  |